# Ditassa farneyi
Ditassa farneyi är en oleanderväxtart som beskrevs av N. Marquete Ferreira da Silva och M. da C. Valente. Ditassa farneyi ingår i släktet Ditassa och familjen oleanderväxter. Inga underarter finns listade i Catalogue of Life.